# Dongfeng Fengshen L60
La Dongfeng Fengshen L60 est le premier modèle Fengshen issu de la collaboration entre PSA et Dongfeng (DPCA). Le groupe français fournit la plateforme.
La L60 est construite sur la base technique PF2 utilisée entre autres par la nouvelle C4 Berline ce qui permet de la produire à bas coût.